# 英国アカデミー賞 アニメ映画賞
英国アカデミー賞 アニメ映画賞（BAFTA Award for Best Animated Film）は、英国映画テレビ芸術アカデミーがアニメーション映画に贈る賞であり、2006年度より開始された。

## 受賞とノミネート一覧

### 2000年代
| 作品                                    | 監督                                                     | プロデューサー                                                                                  | 製作国                   |
| --------------------------------------- | -------------------------------------------------------- | ----------------------------------------------------------------------------------------------- | ------------------------ |
| 2006年 （第60回）                       |                                                          |                                                                                                 |                          |
| 『ハッピー フィート』                   | ジョージ・ミラー ウォーレン・コールマン ジュディ・モリス | ビル・ミラー ジョージ・ミラー ダグ・ミッチェル                                                  | アメリカ合衆国           |
| 『カーズ』                              | ジョン・ラセター ジョー・ランフト                        | ダーラ・K・アンダーソン                                                                         | アメリカ合衆国           |
| 『マウス・タウン ロディとリタの大冒険』 | デヴィッド・バワーズ サム・フェル                        | ディック・クレメント イアン・ラ・フレネ サイモン・ナイ                                          | イギリス                 |
| 2007年 （第61回）                       |                                                          |                                                                                                 |                          |
| 『レミーのおいしいレストラン』          | ブラッド・バード ヤン・ピンカヴァ                        | ブラッド・ルイス アンドリュー・スタントン ガリン・サスマン                                      | アメリカ合衆国           |
| 『シュレック3』                         | クリス・ミラー ロマン・ヒュイ                            | アーロン・ワーナー アンドリュー・アダムソン デニス・ノーラン・カシノ                            | アメリカ合衆国           |
| 『ザ・シンプソンズ MOVIE』              | デヴィッド・シルヴァーマン                               | ジェームズ・L・ブルックス マット・グレイニング アル・ジーン マイク・スカリー リチャード・サカイ | アメリカ合衆国           |
| 2008年 （第62回）                       |                                                          |                                                                                                 |                          |
| 『ウォーリー』                          | アンドリュー・スタントン                                 | ジム・モリス リンゼイ・コリンズ                                                                 | アメリカ合衆国           |
| 『ペルセポリス』                        | マルジャン・サトラピ ヴァンサン・パロノー                | マルク＝アントワーヌ・ロベール                                                                  | フランス                 |
| 『戦場でワルツを』                      | アリ・フォルマン                                         | アリ・フォルマン セルジュ・ラルー ゲルハルト・メイクスナー ヤエル・ナフリエリ ロマン・ポール    | イスラエル               |
| 2009年 （第63回）                       |                                                          |                                                                                                 |                          |
| 『カールじいさんの空飛ぶ家』            | ピート・ドクター ボブ・ピーターソン                      | ジョナス・リヴェラ アンドリュー・スタントン                                                     | アメリカ合衆国           |
| 『コララインとボタンの魔女 3D』         | ヘンリー・セリック                                       | クレア・ジェニングス                                                                            | アメリカ合衆国           |
| 『ファンタスティック Mr.FOX』           | ウェス・アンダーソン                                     | ウェス・アンダーソン スコット・ルーディン アリソン・アバト ステーヴン・レイルズ                 | イギリス/ アメリカ合衆国 |

### 2010年代
| 作品                                                   | 監督                                                       | プロデューサー | 製作国                                     |
| ------------------------------------------------------ | ---------------------------------------------------------- | --- | ------------------------------------------ |
| 2010年 （第64回）                                      |                                                            | |                                            |
| 『トイ・ストーリー3』                                  | リー・アンクリッチ                                         | ダーラ・K・アンダーソン ニコラス・パラディ・グラインド                                                                       | アメリカ合衆国                             |
| 『怪盗グルーの月泥棒 3D』                              | ピエール・コフィン クリス・ルノー                          | ジョン・コーエン ジャネット・ヒーリー クリストファー・メレダンドリ                                                           | アメリカ合衆国                             |
| 『ヒックとドラゴン』                                   | クリス・サンダース ディーン・デュボア                      | ボニー・アーノルド ダグ・デイヴィソン ロイ・リー マイクル・コナリー ティム・ジョンソン                                       | アメリカ合衆国                             |
| 2011年 （第65回）                                      |                                                            | |                                            |
| 『ランゴ』                                             | ゴア・ヴァービンスキー                                     | ジョン・B・カールズ グレアム・キング ゴア・ヴァービンスキー                                                                  | アメリカ合衆国                             |
| 『タンタンの冒険/ユニコーン号の秘密』                  | スティーヴン・スピルバーグ                                 | スティーヴン・スピルバーグ キャスリーン・ケネディ                                                                            | アメリカ合衆国                             |
| 『アーサー・クリスマスの大冒険』                       | バリー・クック サラ・スミス                                | スティーヴ・ペグラム | アメリカ合衆国                             |
| 2012年 （第66回）                                      |                                                            | |                                            |
| 『メリダとおそろしの森』                               | マーク・アンドリュース ブレンダ・チャップマン              | キャサリン・サラフィアン | アメリカ合衆国                             |
| 『フランケンウィニー』                                 | ティム・バートン                                           | ティム・バートン アリソン・アベイト                                                                                          | アメリカ合衆国                             |
| 『パラノーマン ブライス・ホローの謎』                  | サム・フェル クリス・バトラー                              | トラヴィス・ナイト アリアンヌ・サットナー                                                                                    | アメリカ合衆国                             |
| 2013年 （第67回）                                      |                                                            | |                                            |
| 『アナと雪の女王』                                     | クリス・バック ジェニファー・リー                          | ピーター・デル・ヴェッチョ                                                                                                   | アメリカ合衆国                             |
| 『怪盗グルーのミニオン危機一発』                       | ピアー・コフィン クリス・ルノー                            | クリス・メレダンドリ ジャネット・ヒーリー                                                                                    | アメリカ合衆国                             |
| 『モンスターズ・ユニバーシティ』                       | ダン・スキャンロン                                         | コリー・レイ | アメリカ合衆国                             |
| 2014年 （第68回）                                      |                                                            | |                                            |
| 『LEGO ムービー』                                      | フィル・ロード&クリス・ミラー                              | ダン・リン ロイ・リー | アメリカ合衆国/ オーストラリア/ デンマーク |
| 『ベイマックス』                                       | ドン・ホール クリス・ウィリアムズ                          | ロイ・コンリ | アメリカ合衆国                             |
| 『ボックストロール』                                   | グラハム・アナブル アンソニー・スタキ                      | トラヴィス・ナイト David Ichioka                                                                                             | アメリカ合衆国                             |
| 2015年 （第69回）                                      |                                                            | |                                            |
| 『インサイド・ヘッド』                                 | ピート・ドクター ロニー・デル・カルメン                    | ジョナス・リベラ | アメリカ合衆国                             |
| 『ミニオンズ』                                         | ピエール・コフィン カイル・バルダ                          | クリス・メレダンドリ ジャネット・ヒーリー                                                                                    | アメリカ合衆国                             |
| 『映画 ひつじのショーン 〜バック・トゥ・ザ・ホーム〜』 | マーク・バートン リチャード・スターザック                  | オリビエ・クールソン | イギリス/ フランス                         |
| 2016年 （第70回）                                      |                                                            | |                                            |
| 『KUBO/クボ 二本の弦の秘密』                           | トラヴィス・ナイト                                         | トラヴィス・ナイト アリアンヌ・サットナー                                                                                    | アメリカ合衆国                             |
| 『ファインディング・ドリー』                           | アンドリュー・スタントン アンガス・マクレーン              | リンジー・コリンズ | アメリカ合衆国                             |
| 『モアナと伝説の海』                                   | ロン・クレメンツ ジョン・マスカー                          | オスナット・シューラー | アメリカ合衆国                             |
| 『ズートピア』                                         | リッチ・ムーア バイロン・ハワード ジャレド・ブッシュ       | クラーク・スペンサー | アメリカ合衆国                             |
| 2017年 （第71回）                                      |                                                            | |                                            |
| 『リメンバー・ミー』                                   | リー・アンクリッチ                                         | ダーラ・K・アンダーソン | アメリカ合衆国                             |
| 『ゴッホ 最期の手紙』                                  | ドロタ・コビエラ ヒュー・ウェルチマン                      | ヒュー・ウェルチマン ショーン・ボビット イヴァン・マクタガード                                                               | ポーランド/ イギリス/ アメリカ合衆国       |
| 『ぼくの名前はズッキーニ』                             | クロード・バラス                                           | マーク・ボニー Armelle Glorennec ポーリーン・ジガックス マックス・カーリ ケイト・メルクト ミヒェル・メルクト                 | スイス/ フランス/ ポルトガル               |
| 2018年 （第72回）                                      |                                                            | |                                            |
| 『スパイダーマン:スパイダーバース』                    | ボブ・ペルシケッティ ピーター・ラムジー ロドニー・ロスマン | アヴィ・アラッド フィル・ロード&クリストファー・ミラー クリスティーナ・スタインバーグ                                        | アメリカ合衆国                             |
| 『インクレディブル・ファミリー』                       | ブラッド・バード                                           | ジョン・ウォーカー ニコル・パラディス・グリンドル                                                                            | アメリカ合衆国                             |
| 『犬ヶ島』                                             | ウェス・アンダーソン                                       | ウェス・アンダーソン スコット・ルーディン スティーヴン・M・レイルズ ジェレミー・ドーソン                                     | アメリカ合衆国/ イギリス                   |
| 2019年 （第73回）                                      |                                                            | |                                            |
| 『クロース』                                           | セルジオ・パブロス                                         | ジンコ・ゴトー セルジオ・パブロス マリサ・ロマン マシュー・ティーバン メルセデス・ガメロ ミケル・レハルサ グスタボ・フェラダ | スペイン                                   |
| 『アナと雪の女王2』                                    | クリス・バック ジェニファー・リー                          | ピーター・デル・ヴェッチョ                                                                                                   | アメリカ合衆国                             |
| 『映画 ひつじのショーン UFOフィーバー!』               | リチャード・スターザック ウィル・ベッカー                  | オリビエ・クールソン | イギリス                                   |
| 『トイ・ストーリー4』                                  | ジョシュ・クーリー                                         | ジョナス・リヴェラ マーク・ニールセン                                                                                        | アメリカ合衆国                             |

### 2020年代
| 作品                                              | 監督                                                                  | プロデューサー                                                                                   | 製作国                                                           |
| ------------------------------------------------- | --------------------------------------------------------------------- | ------------------------------------------------------------------------------------------------ | ---------------------------------------------------------------- |
| 2020年 （第74回）                                 |                                                                       |                                                                                                  |                                                                  |
| 『ソウルフル・ワールド』                          | ピート・ドクター                                                      | ダナ・マーレイ                                                                                   | アメリカ合衆国                                                   |
| 『2分の1の魔法』                                  | ダン・スキャンロン                                                    | コリ・レイ                                                                                       | アメリカ合衆国                                                   |
| 『ウルフウォーカー』                              | トム・ムーア ロス・スチュアート                                       | ポール・ヤング ノラ・トゥーミー トム・ムーア                                                     | アイルランド/ ルクセンブルク/ アメリカ合衆国/ イギリス/ フランス |
| 2021年 （第75回）                                 |                                                                       |                                                                                                  |                                                                  |
| 『ミラベルと魔法だらけの家』                      | ジャレド・ブッシュ                                                    | イヴェット・メリノ クラーク・スペンサー                                                          | アメリカ合衆国                                                   |
| 『FLEE フリー』                                   | ヨナス・ポヘール・ラスムセン                                          | モニカ・ヘルストレム シーネ・ビュレ・ソーレンセン シャルロット・ドゥ・ラ・グルネリ               | デンマーク/ フランス/ ノルウェー/ スウェーデン                   |
| 『あの夏のルカ』                                  | エンリコ・カサローザ                                                  | アンドレア・ウォーレン                                                                           | アメリカ合衆国                                                   |
| 『ミッチェル家とマシンの反乱』                    | マイク・リアンダ                                                      | フィル・ロード&クリス・ミラー カート・アルブレヒト                                               | アメリカ合衆国                                                   |
| 2022年 （第76回）                                 |                                                                       |                                                                                                  |                                                                  |
| 『ギレルモ・デル・トロのピノッキオ』              | ギレルモ・デル・トロ マーク・グスタフソン                             | ゲイリー・アンガー アレクサンダー・バークレー                                                    | アメリカ合衆国/ メキシコ                                         |
| 『マルセル 靴をはいた小さな貝』                   | ディーン・フライシャー・キャンプ                                      | アンドリュー・ゴールドマン エリザベス・ホルム キャロライン・カプラン ポール・メゼイ              | アメリカ合衆国                                                   |
| 『長ぐつをはいたネコと9つの命』                   | ジョエル・クロフォード                                                | マーク・スウィフト                                                                               | アメリカ合衆国                                                   |
| 『私ときどきレッサーパンダ』                      | ドミー・シー                                                          | リンジー・コリンズ                                                                               | アメリカ合衆国                                                   |
| 2023年 （第77回）                                 |                                                                       |                                                                                                  |                                                                  |
| 『君たちはどう生きるか』                          | 宮﨑駿                                                                | 鈴木敏夫                                                                                         | 日本                                                             |
| 『チキンラン: ナゲット大作戦』                    | サム・フェル                                                          | スティーブ・ペグラム レイラ・ホバート                                                            | イギリス                                                         |
| 『マイ・エレメント』                              | ピーター・ソーン                                                      | デニース・リーム                                                                                 | アメリカ合衆国                                                   |
| 『スパイダーマン:アクロス・ザ・スパイダーバース』 | ホアキン・ドス・サントス ケンプ・パワーズ ジャスティン・K・トンプソン | フィル・ロード クリス・ミラー エイミー・パスカル アヴィ・アラッド クリスティーナ・スタインバーグ | アメリカ合衆国                                                   |
| 2024年 （第78回）                                 |                                                                       |                                                                                                  |                                                                  |
| 『ウォレスとグルミット 仕返しなんてコワくない!』  | ニック・パーク マーリン・クロッシンガム                               | リチャード・ビーク                                                                               | イギリス                                                         |
| 『Flow』                                          | ギンツ・ジルバロディス                                                | マティス・カジャ                                                                                 | ラトビア                                                         |
| 『インサイド・ヘッド2』                           | ケルシー・マン                                                        | マーク・ニールセン                                                                               | アメリカ合衆国                                                   |
| 『野生の島のロズ』                                | クリス・サンダース                                                    | ジェフ・ハーマン                                                                                 | アメリカ合衆国                                                   |